# Peltonychia tenuis
Peltonychia tenuis is een hooiwagen uit de familie Travuniidae.